# Drosophila C virus
Drosophila C virus es una especie  de virus perteneciente al género Cripavirus y se pensaba previamente que era un miembro de la familia Picornaviridae; desde entonces se ha clasificado en la familia Dicistroviridae. Es un virus de cadena sencilla de ARN con sentido positivo, con un genoma de aproximadamente  9300 nucleótidos y contiene dos marcos abiertos de lectura. Las partículas víricas tienen un diámetro de 30 nm y están constituidos por aproximadamente un 30% de ARN y un 70% de proteína. La cápside viral está compuesta por tres polipeptidos principales y dos menores. Drosophila C virus infecta a Drosophila melanogaster y fue descubierta por primera vez a principios de los años 1970 en una cepa francesa de Drosophila. El virus se transmite mediante la alimentación, de modo que prácticamente es no patogénico. Sin embargo, la evidencia experimental ha mostrado que cuando se inyecta en moscas adultas el virus es increíblemente patogénico, puesto que produce la muerte de las moscas adultas en el plazo de 3-4 días tras la inyección. Cuando se infecta a Drosophila con el  Drosophila C virus, el insecto se desarrolla más rápido, las hembras son más pesadas y producen más huevos, por tanto se produce más descendencia en comparación con los individuos no infectados.  La infección con el  drosophila C virus también puede incrementar la tasa de mortalidad en una población de drosophila.